# Swamp Shark
Swamp Shark (El tiburón del pantano en España) es una película de terror del año 2011, dirigida por Griff Furst y protagonizada por Kristy Swanson, D. B. Sweeney, Robert Davi, Jason Rogel, Sinise Sophia, Richard Tanne, Chase y Jeff. La película fue producida por Kenneth M. Badish y Daniel Lewis y wasitten por Eric Miller, Charles Bolon, e IWEN Jennifer. Se estrenó en los EE. UU. en el canal Syfy el 25 de junio de 2011.

## Argumento
Un tiburón comienza a atacar a los residentes y veraneantes de un pequeño pueblo de Luisiana en los pantanos de la cuenca Atchafalaya. Los más atrevidos intentarán cazar al tiburón sin perder la vida en ello.

## Reparto
- Kristy Swanson como Rachel Bouchard.
- D. B. Sweeney como Tommy Breysler.
- Robert Davi como sheriff Watson.
- Richard Tanne como Tyler.
- Jeff Chase, como Bouchard 'Swamp Thing' Jason.
- Jason Rogel como Martin.
- Sophie Sinise como Krystal Bouchard.
- Wade Boggs como diputado Stanley.
- Dylan Ramsey como Scott.
- Charles Harrelson como Noé.
- Natacha Itzel como Sarah.
- Thomas "TAH" Hyde III como Marcus.
- Leigh Hennessy (coordinador de dobles).